# Alexander Koch (esgrimidor)
Alexander Koch (Bonn, 22 de febrero de 1969) es un deportista alemán que compitió en esgrima, especialista en la modalidad de florete.
Participó en dos Juegos Olímpicos de Verano, obteniendo una medalla de oro en Barcelona 1992, en la prueba por equipos (junto con Udo Wagner, Ulrich Schreck, Thorsten Weidner y Ingo Weißenborn), y el sexto lugar en Atlanta 1996, en la misma prueba.
Ganó cinco medallas en el Campeonato Mundial de Esgrima entre los años 1989 y 1994.

## Palmarés internacional
| Representando a la RFA   |                         |                  |                     |
| Campeonato Mundial       |                         |                  |                     |
| Año                      | Lugar                   | Medalla          | Prueba              |
| 1989                     | Denver (Estados Unidos) | Medalla de oro   | Florete individual  |
| 1989                     | Denver (Estados Unidos) | Medalla de plata | Florete por equipos |
| Representando a Alemania |                         |                  |                     |
| Juegos Olímpicos         |                         |                  |                     |
| Año                      | Lugar                   | Medalla          | Prueba              |
| 1992                     | Barcelona (España)      | Medalla de oro   | Florete por equipos |
| Campeonato Mundial       |                         |                  |                     |
| Año                      | Lugar                   | Medalla          | Prueba              |
| 1993                     | Essen (Alemania)        | Medalla de oro   | Florete individual  |
| 1993                     | Essen (Alemania)        | Medalla de oro   | Florete por equipos |
| 1994                     | Atenas (Grecia)         | Medalla de plata | Florete por equipos |